# Miwa Ueda
Miwa Ueda (上田 美和, Ueda Miwa) (Hyogo, 29 september) is een Japans mangaka. Ze is vooral bekend voor de reeksen Peach Girl en Angel Wars. In 1999 won ze de Kodansha Manga Prijs in de categorie shojo voor de reeks Peach Girl. Miwa werkte enige tijd samen met Naoko Takeuchi, de tekenares van Sailor Moon. In 1985 begon ze eigen werk uit te geven.

## Oeuvre

### Manga
- Kyupi No pants wa nugasanaide
- Kyou No watashi wa komatta Doll
- G senjou No Maria (1989
- Jesus Christ! (1991)
- Oh! My Darling (1992)
- Imitation Gold (1994)
- Angel Wars (1995)
- Garasu no Kodou (1996)
- Peach Girl (1998)
- Peach Girl: Sae's Story (2005)
- Papillon -hana to chou- (2007)
- Pre Mari (2010)
- Rokomoko (2011–12)[2]
- Peach Girl Next (2016–heden)

### Verfilmingen
- Peach Girl (2017)